# Arthur Machado
Arthur Machado (Niterói, Brasil, 1 de enero de 1909-Boa Vista, Brasil, 20 de febrero de 1997) fue un futbolista brasileño que jugaba como defensa.

## Selección nacional
Fue internacional con la selección de fútbol de Brasil en 6 ocasiones. Formó parte de la selección que obtuvo el tercer lugar en la Copa del Mundo de 1938.

### Participaciones en Copas del Mundo
| Mundial                        | Sede    | Resultado    | Partidos | Goles |
| ------------------------------ | ------- | ------------ | -------- | ----- |
| Copa Mundial de Fútbol de 1938 | Francia | Tercer lugar | 4        | 0     |

## Clubes
| Club         | País   | Año       |
| ------------ | ------ | --------- |
| Portuguesa   | Brasil | 1927-1934 |
| Fluminense   | Brasil | 1935-1942 |
| Comercial-SP | Brasil | 1943-1944 |
| Juventus     | Brasil | 1945      |
| Palmeiras    | Brasil | 1945      |

## Palmarés

### Campeonatos regionales
| Título                   | Club       | País   | Año  |
| ------------------------ | ---------- | ------ | ---- |
| Campeonato Carioca (LCF) | Fluminense | Brasil | 1936 |
| Campeonato Carioca       | Fluminense | Brasil | 1937 |
| Campeonato Carioca       | Fluminense | Brasil | 1938 |
| Campeonato Carioca       | Fluminense | Brasil | 1940 |
| Campeonato Carioca       | Fluminense | Brasil | 1941 |